# Ultra Jump
Ultra Jump (ウルトラ ジャンプ?, Urutora Janpu) è una rivista mensile di manga per un pubblico seinen pubblicata da Shūeisha. Fu pubblicata per la prima volta nel 1999. I manga pubblicati sono per lo più storie fantasy o di fantascienza.

## Storia
Ultra Jump nacque come un numero speciale del Weekly Young Jump chiamato Young Jump: Ultra Special Issue: Ultra Jump, pubblicato la prima volta nel 1995. La rivista fu poi separata come pubblicazione mensile nel 1999 e chiamata semplicemente Ultra Jump. A partire dal 19 marzo 2008 esce uno spin-off online della rivista chiamato Young Jump: Ultra Special Issue: Ultra Jump (ヤングジャンプ超増刊ウルトラジャンプ?, Yangu Janpu Chō Zōkan Orutora Janpu). Ultra Jump Egg è un sito di manga che contiene principalmente serie non pubblicate nella versione cartacea della rivista.

## Serie pubblicate

### Attuali
Al momento vengono regolarmente serializzate ventiquattro testate manga in Ultra Jump. Su ventiquattro serie, due serie hanno serializzazione irregolare e cinque sono in pausa.
| Titolo                                                                                      | Autore                                                  | Prima Uscita   |
| ------------------------------------------------------------------------------------------- | ------------------------------------------------------- | -------------- |
| Assassins Pride (アサシンズプライド?)                                                       | Kei Amagi, Yoshie Katō, Nino Ninomoto                   | maggio 2017    |
| Bastard!! L'oscuro distruttore (バスタード!! -暗黒の破壊神-?)                               | Kazushi Hagiwara                                        | gennaio 2001   |
| Dasei 67 Percent (惰性67パーセント?)                                                        | Shimimaru                                               | agosto 2014    |
| Dogs: Bullets & Carnage (Dogs/Bullets & Carnage?, DOGS/BULLETS&CARNAGE)                     | Shirow Miwa                                             | luglio 2005    |
| Gesshoku no Invader (月色のインベーダー?)                                                   | Akira Yamano                                            | dicembre 2018  |
| Gingitsune (ぎんぎつね?)                                                                    | Sayori Ochiai                                           | luglio 2009    |
| Grandeek ReeL (GRANDEEK ReeL?)                                                              | Kohime Ohse                                             | dicembre 2005  |
| Ii Yu Dane! (いいゆだね!?)                                                                  | Osamu Akimoto                                           | marzo 2017     |
| Jojolands (ジョジョリオン?) (Le bizzarre avventure di JoJo Parte 9)                         | Hirohiko Araki                                          | febbraio 2023  |
| Jumbor (ユンボル -JUMBOR-?)                                                                 | Hiroyuki Takei (illustratore), Hiromasa Mikami (autore) | agosto 2010    |
| Katagiri to Kogane (片喰と黄金?)                                                            | Kitano Eiichi                                           | marzo 2019     |
| Lady & Oldman (レディ＆オールドマン?)                                                       | Natsume Ono                                             | novembre 2015  |
| Levius/est (レビウス エスト?)                                                               | Haruhisa Nakata                                         | maggio 2015    |
| Moira (ミラ?)                                                                               | Sound Horizon, Yukimaru Katsura                         | gennaio 2016   |
| Mononogatari (もののがたり?)                                                                | Onigunsō                                                | febbraio 2016  |
| No Guns Life (ノー・ガンズ・ライフ?)                                                        | Tasuku Karasuma                                         | ottobre 2014   |
| Ōkami Rise (オオカミライズ?)                                                                | Yu Itō                                                  | settembre 2018 |
| Ōkoku Monogatari (王国物語?)                                                                | Asumiko Nakamura                                        | aprile 2017    |
| Usagi-moku Shachiku-ka (ウサギ目社畜科?)                                                    | Kamiya Fujisawa                                         | luglio 2017    |
| World's End Harem Fantasia (終末のハーレム ファンタジア?)                                   | LINK, Savan                                             | aprile 2018    |
| Zombie Land Saga Gaiden: The First Zombie (ゾンビランドサガ外伝 ザ・ファースト・ゾンビィ ?) | Kasumi Fukagawa                                         | maggio 2021    |

### Terminate
| Titolo                                                                            | Autore                                                  | Prima Uscita   | Ultima Uscita  |
| --------------------------------------------------------------------------------- | ------------------------------------------------------- | -------------- | -------------- |
| Abara (アバラ?)                                                                   | Tsutomu Nihei                                           | giugno 2005    | aprile 2006    |
| Ad Astra: Scipio to Hannibal (アド・アストラ -スキピオとハンニバル-?)             | Mihachi Kagano                                          | aprile 2011    | febbraio 2018  |
| Agharta (アガルタ?)                                                               | Takaharu Matsumoto                                      | agosto 1997    | gennaio 2009   |
| Anima Chal Lives (アニマ・カル・リブス?)                                          | Park Sung-woo                                           | dicembre 2008  | febbraio 2012  |
| Aqua Knight (水中騎士?)                                                           | Yukito Kishiro                                          | 1998           | settembre 2000 |
| Ariadne no Kanmuri (アリアドネの冠?)                                              | Mari Shimazaki                                          | marzo 2015     | ottobre 2017   |
| Ashen Victor (灰者?)                                                              | Yukito Kishiro                                          | settembre 1995 | luglio 1996    |
| Battle Angel Alita: Last Order (銃夢 Last Order?)                                 | Yukito Kishiro                                          | dicembre 2000  | luglio 2010    |
| B. Reaction! (B.リアクション!?)                                                   | Hirohisa Tsuruta                                        | febbraio 2003  | novembre 2004  |
| Biomega (バイオメガ?)                                                             | Tsutomu Nihei                                           | maggio 2006    | febbraio 2009  |
| Biorg Trinity (バイオーグ・トリニティ?)                                           | Ōtarō Maijō, Oh! Great                                  | gennaio 2013   | gennaio 2018   |
| Border World: Hekiraku no TAO (ボーダーワールド -碧落のTAO-?)                     | Satoshi Kimura                                          | dicembre 2016  | novembre 2017  |
| Cloth Road (クロスロオド?)                                                        | Okama, Hideyuki Kurata (autore)                         | dicembre 2003  | maggio 2011    |
| Connect (コネクト?)                                                               | Manatsu Suzuki                                          | gennaio 2016   | dicembre 2018  |
| Dorikei (℃りけい。?)                                                              | Wadapen (illustratore), Juntarō Aoki (autore)           | giugno 2010    | maggio 2014    |
| Guardie dell'Impero (皇国の守護者?)                                               | Yū Itō (illustratore), Daisuke Satō (autore)            | luglio 2004    | ottobre 2007   |
| Gunmania (ガンマニア ?)                                                           | Kōta Hirano                                             | 1999           | gennaio 2000   |
| Hayate X Blade (はやて×ブレード?)                                                 | Shizuru Hayashiya                                       | settembre 2008 | luglio 2013    |
| Hayate X Blade2 (はやて×ブレード2?)                                               | Shizuru Hayashiya                                       | settembre 2013 | dicembre 2017  |
| Hatsukoi Magical Blitz (初恋マジカルブリッツ?)                                    | Naoto Tenhiro (illustratore), Shōta Asuka (autore)      | febbraio 2009  | aprile 2012    |
| Heaven's Prison (天獄 -HEAVEN'S PRISON-?)                                         | Hiroyuki Utatane                                        | agosto 2002    | maggio 2015    |
| Hieda's Students (2) Evil Sea Fish (稗田の生徒たち（２） 悪魚の海?)               | Daijirō Morohoshi                                       | dicembre 2012  | marzo 2011     |
| Tenjō Tenge (天上天下?)                                                           | Oh! Great                                               | novembre 1998  | settembre 2010 |
| Kaijin Yōchien: Monster's Kindergarten (怪人ようちえん -monster's kindergarten-?) | Tetsuyarō Shinkaida                                     | settembre 2014 | febbraio 2019  |
| Kaizyu no Tail (怪獣のテイル?)                                                    | F4U                                                     | gennaio 2011   | 2012           |
| Koi wa Hikari (恋は光?)                                                           | Aki★Eda                                                 | novembre 2013  | ottobre 2017   |
| Luca, the Summer I Shared with You (琉伽といた夏?)                                | Masaya Hokazono                                         | aprile 2001    | ottobre 2003   |
| Mahō shōjo neko Taruto (魔法少女猫たると?)                                        | Kaishaku                                                | maggio 2001    | giugno 2003    |
| Maōsama Chotto Sore Totte!! (魔王様ちょっとそれとって!!?)                         | Tomoya Haruno                                           | aprile 2016    | novembre 2018  |
| Melancholia (メランコリア?)                                                       | Sayman Dowman                                           | gennaio 2017   | gennaio 2019   |
| Moon Edge (MOON EDGE?)                                                            | Masayuki Takano                                         | novembre 2010  | luglio 2012    |
| My Two Wings (ボクのふたつの翼?)                                                  | Toshiki Yui                                             | agosto 2002    | ottobre 2005   |
| Needless (ニードレス?)                                                            | Kami Imai                                               | novembre 2003  | giugno 2013    |
| Ninku Second Stage: Stories of Etonins (忍空 -SECOND STAGE 干支忍編-?)            | Kōji Kiriyama                                           | novembre 2005  | settembre 2011 |
| Outlaw Star (アウトロースター?)                                                   | Takehiko Itō                                            | ottobre 1997   | febbraio 1999  |
| Peace Maker (ピース メーカー?)                                                    | Ryōji Minagawa                                          | luglio 2007    | maggio 2016    |
| Rapaz Theme Park (ラパス・テーマパーク?)                                          | Shinichirō Nariie                                       | dicembre 2015  | giugno 2018    |
| R.O.D -Read or Die- (R.O.D -READ OR DIE-?)                                        | Shutaro Yamada (illustratore), Hideyuki Kurata (autore) | luglio 2003    | agosto 2005    |
| R.O.D -Read or Dream- (R.O.D -READ OR DREAM-?)                                    | Ran Ayanaga (illustratore), Hideyuki Kurata (autore)    | luglio 2003    | agosto 2005    |
| Rozen Maiden 0 Zero (ローゼンメイデン0 -ゼロ-?)                                   | Peach-Pit                                               | marzo 2016     | aprile 2019    |
| Sadamitsu il Distruttore (破壊魔定光?)                                            | Masahiko Nakahira                                       | marzo 1999     | novembre 2005  |
| Space Patrol Luluco (宇宙パトロールルル子?)                                       | Nanboku                                                 | aprile 2016    | giugno 2016    |
| Steam Detectives (快傑蒸気探偵団?)                                                | Kia Asamiya                                             | 1996           | 1998           |
| The Monkey King (西遊奇伝 大猿王?)                                                | Katsuya Terada                                          | 1999           | settembre 2000 |
| Tra me e te (僕と君の間に?)                                                       | Nakaba Suzuki                                           | marzo 2004     | marzo 2006     |
| Tsuki Robo (つきロボ?)                                                            | Masahiko Nakahira                                       | gennaio 2011   | marzo 2013     |